# ピエトロ・カウッキオーリ
ピエトロ・カウッキオーリ（Pietro Caucchioli、1975年8月28日 - ）は、イタリア、ボヴォローネ出身の自転車競技（ロードレース）選手。

## 経歴
1999年、アミーカ・チップスと契約を結んでプロ転向。
2000年にジロ・デ・イタリア初出場（総合85位）。
2001年、アレッシオに移籍。同年のジロ・デ・イタリア第8ステージにおいて、2位のダビデ・レベリンに34秒差をつけて区間優勝。また、第17ステージも制し、総合9位に入る。
2002年、ジロ・デ・イタリアでは、総合優勝のパオロ・サヴォルデッリに2分12秒差の総合3位と健闘した。
2005年、クレディ・アグリコルに移籍。同年のジロ・デ・イタリア総合8位。
2006年、ツール・ド・フランス総合16位。ブエルタ・ア・エスパーニャ・山岳賞部門2位。
クレディ・アグリコルが2008年限りで解散したため、2009年、ランプレ＝N.G.Cに移籍。同年6月17日に国際自転車競技連合(UCI)から発表されたバイオロジカル・パスポートにより、ドーピング陽性の疑いがあるとして、レース出場保留処分となった。
2010年6月3日、イタリア・アンチドーピング裁判所の裁定により、2年間の出場停止処分を下された。なお、出場停止期間は2011年6月18日まで。